# テレビ気象台
テレビ気象台（テレビきしょうだい）は、1981年4月10日から1985年3月15日までNHKで放送されたテレビ番組である。

## 概要
日本初の本格的な気象情報番組として、国内および海外の気象情報やトピックスを分かりやすく伝えるとともに、四季折々の話題を生中継やVTRなどで伝えた
。

## 放送時間
- 1981年4月 - 1984年3月：NHK教育テレビ 金曜日 19:30 - 20:00
- 1984年4月 - 1985年3月：NHK総合テレビ 金曜日 23:25 - 23:55

## 出演者
キャスター
- 柳川喜郎[1]
- 広瀬久美子[1]
- 清水圭子[1]
- 小室広佐子

解説
- 竹中一雄
- 倉嶋厚[1]
- 宮沢清治[1]